# Fredede fortidsminder i Solrød Kommune
Denne liste over fredede fortidsminder i Solrød Kommune viser alle fredede fortidsminder i Solrød Kommune. Listen bygger på data fra Kulturarvsstyrelsen.
| Stednavn      | Type          | Datering                          | Seværdighed (Verdensarv, National, Lokal, Nej) | ID (Link til Kulturarv.dk) | Koordinater                                   | Billede     | Bemærkning |
| ------------- | ------------- | --------------------------------- | ---------------------------------------------- | -------------------------- | --------------------------------------------- | ----------- | ---------- |
| Kagstrup      | Rundhøj       | Oldtid (ca. -3950 til -501)       | Nej                                            | 97427                      | 55°33′09″N 12°12′44″Ø / 55.55251°N 12.21227°Ø | Upload foto |            |
| Kagstrup      | Stenkiste     | Bronzealder (ca. -1700 til -1101) | Nej                                            | 97427                      | 55°33′09″N 12°12′44″Ø / 55.55251°N 12.21227°Ø | Upload foto |            |
| Kassemose Høj | Rundhøj       | Oldtid (ca. -3950 til -501)       | Nej                                            | 97534                      | 55°32′13″N 12°11′29″Ø / 55.53688°N 12.19127°Ø | Upload foto |            |
| Kirkehøj      | Borg/Voldsted | Middelalder (ca. 1067 til 1535)   | Nej                                            | 97414                      | 55°33′28″N 12°12′17″Ø / 55.55778°N 12.20462°Ø | Upload foto |            |
| Kirkehøj      | Voldgrav      | Historisk Tid (ca. 1067 til 2009) | Nej                                            | 97414                      | 55°33′28″N 12°12′17″Ø / 55.55778°N 12.20462°Ø | Upload foto |            |
| Nidogård      | Rundhøj       | Oldtid (ca. -250000 til 1066)     | Nej                                            | 97537                      | 55°32′19″N 12°11′36″Ø / 55.53865°N 12.19322°Ø | Upload foto |            |
| Nidogård      | Rundhøj       | Oldtid (ca. -250000 til 1066)     | Nej                                            | 97538                      | 55°32′19″N 12°11′39″Ø / 55.53854°N 12.19421°Ø | Upload foto |            |
| Nidogård      | Rundhøj       | Oldtid (ca. -250000 til 1066)     | Nej                                            | 97539                      | 55°32′24″N 12°11′40″Ø / 55.53993°N 12.19434°Ø | Upload foto |            |
| Nidogård      | Rundhøj       | Oldtid (ca. -250000 til 1066)     | Nej                                            | 97542                      | 55°32′33″N 12°11′43″Ø / 55.54251°N 12.19529°Ø | Upload foto |            |
| Skjelhøj      | Rundhøj       | Oldtid (ca. -250000 til 1066)     | Nej                                            | 97524                      | 55°32′22″N 12°11′31″Ø / 55.53953°N 12.19201°Ø | Upload foto |            |
| Solrød        | Rundhøj       | Oldtid (ca. -250000 til 1066)     | Nej                                            | 97536                      | 55°32′27″N 12°11′30″Ø / 55.54090°N 12.19164°Ø | Upload foto |            |
| Solrød        | Rundhøj       | Oldtid (ca. -250000 til 1066)     | Nej                                            | 97541                      | 55°32′31″N 12°11′37″Ø / 55.54207°N 12.19359°Ø | Upload foto |            |